# Joseph Fred Naumann
Joseph Fred Naumann (St. Louis, EUA, 4 de junho de 1949) é arcebispo de Kansas City.
Joseph Fred Naumann recebeu o Sacramento da Ordem em 24 de maio de 1975 do Arcebispo de Saint Louis, John Carberry.
Em 9 de julho de 1997, o Papa João Paulo II o nomeou Bispo Titular de Caput Cilla e Bispo Auxiliar de São Luís. O Arcebispo de São Luís, Justino Francisco Rigali, o consagrou em 3 de setembro do mesmo ano; Co-consagradores foram o Bispo Auxiliar de Saint Louis, Edward Kenneth Braxton, e o Bispo de Lafayette, Edward Joseph O'Donnell. 
Em 7 de janeiro de 2004, João Paulo II o nomeou arcebispo coadjutor de Kansas City. A posse ocorreu em 19 de março do mesmo ano. Joseph Fred Naumann tornou-se arcebispo de Kansas City em 15 de janeiro de 2005, sucedendo James Patrick Keleher, que renunciou devido a problemas de saúde.
O Papa Francisco o nomeou Administrador Apostólico da Diocese de Kansas City-Saint em 21 de abril.
Naumann é membro da Ordem Equestre do Santo Sepulcro de Jerusalém desde 1996, seu Grande Oficial e desde 2008 Grão Prior da Tenência Norte dos EUA da Ordem Equestre.